# Vergangenheitsbewältigung

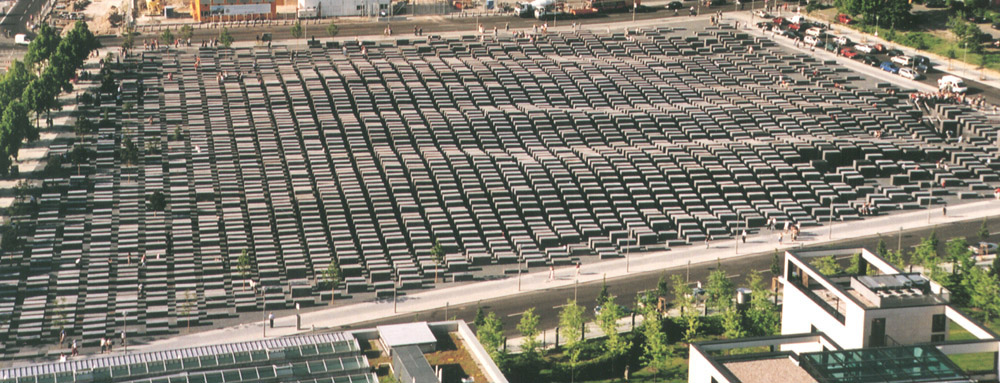
Monument voor de vermoorde Europese Joden in Berlijn

Vergangenheitsbewältigung is een samengesteld Duits woord waarmee de Duitse worsteling wordt aangeduid om in het reine te komen met het (meestal nationaalsocialistische) verleden. (Vergangenheit = verleden; Bewältigung = in het reine komen met, overmeestering). De Duitse term Geschichtsaufarbeitung (verwerking van het verleden) heeft betrekking op hetzelfde proces, maar wordt minder vaak gebruikt. De Duitse term Vergangenheitsbewältigung komt ook in het Nederlands en in andere Europese talen voor. De term wordt incidenteel gebruikt in andere historische en culturele contexten.

## Betekenis
Vergangenheitsbewältigung is de poging om het verleden te analyseren, te verwerken, en om met dat verleden te leren leven. Het gaat daarbij om pijnlijke zaken uit dat verleden, zoals de Holocaust. Het doel van het actieve verwerkingsproces is meestal toekomstige vermijding van de misstappen uit het verleden. In debatten tussen geleerden wordt de term specifiek gebruikt met betrekking tot de misdaden die begaan zijn onder verantwoordelijkheid van Adolf Hitler en met betrekking tot bestaande en historische connecties tussen Duitse culturele, godsdienstige en politieke instellingen en het nationaalsocialisme. De term heeft dus zowel betrekking op de verantwoordelijkheden en rechtmatigheid van de Duitse staat (die rechtsopvolger is van het Derde Rijk) als op de verantwoordelijkheden van individuele Duitsers tijdens de nationaalsocialistische machtsontplooiing.
Na de val van de Berlijnse Muur, wordt de term Vergangenheitsbewältigung ook gebruikt in de voormalige DDR om de verwerking van de communistische misdaden aan te duiden.

## Herkomst van het begrip
Het begrip Vergangenheitsbewältigung zou voor het eerst gebruikt zijn door de historicus Hermann Heimpel. De eerste Bondspresident van Duitsland Theodor Heuss (1949-1959) heeft het begrip veelvuldig gebruikt in redevoeringen. In een uitnodiging voor een vergadering op 20 juli 1955 over het thema "Verbindlichkeit und Problematik unserer Geschichte" (Gebondenheid aan en problematiek van onze geschiedenis) sprak de rector van de Evangelische Akademie in Berlijn over de "Schatten einer unbewältigten Vergangenheit" (schaduwen van een onverwerkt verleden) die over de Duitse geschiedenis zouden vallen.